# Pegões
Pegões é uma povoação portuguesa do Município de Montijo que foi sede da extinta Freguesia de Pegões, freguesia que tinha 28,09 km² de área, 2 375 habitantes (2011), e, por isso, uma densidade populacional de 84,5 hab/km². 
A Freguesia de Pegões foi extinta (agregada) pela reorganização administrativa de 2012/2013, tendo o seu território sido agregado ao da Freguesia de Santo Isidro de Pegões para criar a União das Freguesias de Pegões.
A antiga Freguesia de Pegões incluia as localidades de Pegões (Cruzamento de Pegões), Afonsos, São João das Craveiras e Pegões-Gare. Em Pegões-Gare encontra-se a estação ferroviária, que faz parte da Linha do Alentejo. A sede do Grupo Desportivo de Pegões também se localiza na aldeia de Pegões-Gare. Em Pegões existe um agrupamento de escuteiros (n.º 967). Existe também uma escola primária e uma de 2º e 3º ciclo.
A Freguesia de Pegões, juntamente com as Freguesias de Santo Isidro de Pegões e de Canha eram as três freguesias do Município de Montijo que constituiam o exclave situado a leste da porção principal (de facto, de menor extensão territorial), onde se situa a sede municipal. Atualmente o exclave é constituído pela Freguesia de Canha e pela União das Freguesias de Pegões.

Localização do Município de Montijo

## História
As terras de Pegões, em poder da Ordem de Santiago durante os séculos XIII e XIV, por se situarem na proximidade da antiga Estrada Real (N4) que liga Lisboa a Badajoz, foram beneficiadas pela importância que tem essa ligação nas comunicações com o Sul do país e com Espanha, tendo assim observado a paragem de vários monarcas, de que se destacam os Duques D. Jaime e D. Teodósio de Bragança, nas suas frequentes viagens entre Lisboa e o Paço de Vila Viçosa, bem como a paragem, em Outubro de 1843, dos reis D. Maria II e D. Fernando II, do Duque da Terceira e restante comitiva. Também se assinalam as visitas do Almirante Américo Tomás, do Ministro Duarte Pacheco, de Mário Soares, Francisco Sá Carneiro, Freitas do Amaral, entre outros.
Em 1593, o nome de Pegões aparece nos documentos referentes à partida do Cardeal Alberto de Áustria, que deixava o reino em direcção a Toledo, uma vez que tinha terminado o seu serviço como Vice-Rei de Portugal. O Cardeal, determinou que no lugar de Pegões Velhos se concentrassem 170 carros, 100 mulas de aluguer e 110 de carga, além de animais de reserva num total de 700 animais e 400 pessoas.
Em 1728, com os preparativos dos casamentos reais entre D. Maria Bárbara de Bragança e o infante D. Fernando de Bourbon, e de D. José com D. Mariana Vitória de Bourbon, D. João V mandou arranjar a Estrada Real e ordenou a construção do Palácio de Vendas Novas a fim de alojar condignamente os convidados espanhóis na sua vinda a Lisboa.
Por esta altura, foram construídos quatro fontanários, um dos quais localizado em Pegões Velhos. Em estilo barroco, com linhas singelas características da arquitectura setecentista, apresenta uma fachada com cerca de dez metros de comprimento, recortada por volutas de enrolamento e o cimafronte acrotério também com volutas. Ostenta uma cruz de secção hexagonal. Sob a bica pode-se admirar uma tabela circular cega. Possui uma dupla taça destinada a bebedouro para os animais e corte circular central para aproximação e enchimento de vasilhame na bica.
A Mala-Posta teve grande influência no aparecimento de pequenas localidades ou vendas nesta zona do município constituída essencialmente por pinhais.
No século XX, os terrenos foram arroteados para darem lugar a um projecto de colonização interna elaborado entre 1937/1938 pelos engenheiros agrónomos Mário Pereira e Henrique de Barros, utilizando os terrenos pertencentes à Herdade de Pegões.
Esta herdade pertencia a José Rovisco Pais, que tentou instalar aí um projecto de colonização análogo ao que José Maria dos Santos criara na Herdade de Rio Frio, de forma a fixar a mão-de-obra assalariada necessária às grandes explorações da zona. Ao falecer em 1932, Rovisco Pais doou aos Hospitais Civis de Lisboa a posse da restante área, pelo que, a Junta de Colonização Interna, criada em 1936 com o intuito de colonizar os baldios e terrenos públicos, desenvolveu um projecto de fixação de colonos semelhate ao modelo agrícola alemão de Richard Walter Darré, com o fim de desenvolver um «bom e abundante viveiro de colonos, que no Império Colonial irão fixar a Raça e valorizar o território» (in Diário das Sessões da Assembleia Nacional e da Câmara Corporativa de 29 de Outubro de 1938).
A Herdade de Pegões, que contava com uma área de 4700 hectares, foi então dividida em três núcleos, Pegões Velhos, Faias e Figueiras. Em cada um deles foram construídos casais agrícolas com uma área média de dezoito hectares, dotados de habitação (moradia unifamiliar) e instalações agrícolas (silos, estábulos, pocilgas e nitreiras), beneficiando ainda de sistemas de captação de águas subterrâneas e de superfície (33 km de rede de rega para 240 hectares de regadio, duas barragens e vários furos artesianos). A cada casal correspondiam onze hectares de sequeiro, quatro de vinha, um de regadio e dois de pinhal, tendo ainda direito, por parte da Junta de Colonização, a uma vaca, uma vitela, uma égua, uma carroça com alfaias e um empréstimo de seis mil escudos. Estas facilidades levaram a que, a partir de 1952, cinco anos após o início das obras de transformação da herdade, 206 colonos e respectivas famílias ali se fixassem.
Os três núcleos contavam ainda com outras infraestruturas, a saber, escolas primárias, centros de convívio, 3 centros sociais de apoio à infância e postos médicos, igreja em Pegões Velhos e nas Faias, cemitério, 3 centros de assistência técnica, casas para os técnicos residentes e uma Pousada para o pessoal técnico exterior.
Dos requisitos para o recrutamento dos colonos elaborados em 1938 e registados num parecer da Câmara Corporativa, constava que o candidato deveria «Ser português, menor de 45 anos, robusto e saudável, sério, ter amor ao trabalho e à família, não ser alcoólico, nem desordeiro, acatar a Constituição e a ordem social, ser anti-comunista, católico, casado pelo civil e religioso, ter exercido durante cinco anos mesteres agrícolas (...)».
O Prof. Henrique de Barros foi o grande mentor do projecto técnico de colonização e José Garcês Pereira Caldas, como Presidente da Junta de Colonização Interna, o executor.
O projecto arquitectónico, saído do traço dos arquitectos Henrique Albino e António José de Oliveira Trigo, apresenta um aspecto pitoresco, cuja tipologia conservadora e ruralista é típica do Estado Novo, com os seus telhados, arcadas e alpendres caracteristicos.
Em contraste com este estilo, o conjunto de edíficios constituído pela Igreja de Santo Isidro, pelas casas do pároco e professoras e pelas duas escolas do núcleo de Pegões Velhos, sobressai pelo traço modernista, e paradoxal, do arquitecto Eugénio Correia. Aqui importa salientar a influência da obra de Oscar Niemeyer, quer pelas evidentes filiações intelectuais ligadas ao modernismo brasileiro em voga nos anos 40 do século XX, mas também pela concepção e interação do projecto com o espaço envolvente e pelos materiais utilizados (fuso cerâmico).
A 7 de Março de 1958 foi constituída a Cooperativa Agrícola de Santo Isidro de Pegões, como infraestrutura indispensável de apoio ao plano de fomento e ordenamento agrícola executado pela Junta de Colonização Interna que, em colaboração com a Junta Nacional do Vinho, implantou na área cerca de 800 hectares de vinha e todos os meios técnicos e humanos. O projecto de arquitectura dos edifícios da Cooperativa e Adega é da autoria do arquitecto Neves Teixeira. Superada a fase de ocupação decorrente do processo revolucionário iniciado em Abril de 1974, a Cooperativa Agrícola de Santo Isidro empreendeu um amplo projecto de recuperação e modernização que tornaram os vinhos de Pegões reconhecidos e premiados tanto a nível nacional como internacional.
Após a Revolução de Abril, e com a consequente extinção da Junta de Colonização Interna, iniciou-se um longo processo de regularização da posse dos casais e terrenos agrícolas, até então Património do Estado em renda resolúvel (num valor total de 180.000 Escudos, pagos em quotas anuais de 7.000 Escudos - anos 1960/70). A insistência dos colonos levou à atribuição da posse plena das suas fracções em finais da década de 1980.

## População
| População da freguesia de Pegões | População da freguesia de Pegões | População da freguesia de Pegões | População da freguesia de Pegões | População da freguesia de Pegões | População da freguesia de Pegões | População da freguesia de Pegões | População da freguesia de Pegões | População da freguesia de Pegões | População da freguesia de Pegões | População da freguesia de Pegões | População da freguesia de Pegões | População da freguesia de Pegões | População da freguesia de Pegões | População da freguesia de Pegões |
| -------------------------------- | -------------------------------- | -------------------------------- | -------------------------------- | -------------------------------- | -------------------------------- | -------------------------------- | -------------------------------- | -------------------------------- | -------------------------------- | -------------------------------- | -------------------------------- | -------------------------------- | -------------------------------- | -------------------------------- |
| 1864                             | 1878                             | 1890                             | 1900                             | 1911                             | 1920                             | 1930                             | 1940                             | 1950                             | 1960                             | 1970                             | 1981                             | 1991                             | 2001                             | 2011                             |
|                                  |                                  |                                  |                                  |                                  |                                  |                                  |                                  |                                  |                                  |                                  |                                  | 2 204                            | 2 104                            | 2 375                            |

Freguesia criada pela Lei n.º 94/85,  de 4 de Outubro, com lugares desanexados da freguesia de Canha
| Distribuição da População por Grupos Etários | Distribuição da População por Grupos Etários | Distribuição da População por Grupos Etários | Distribuição da População por Grupos Etários | Distribuição da População por Grupos Etários | Distribuição da População por Grupos Etários | Distribuição da População por Grupos Etários | Distribuição da População por Grupos Etários | Distribuição da População por Grupos Etários | Distribuição da População por Grupos Etários |
| -------------------------------------------- | -------------------------------------------- | -------------------------------------------- | -------------------------------------------- | -------------------------------------------- | -------------------------------------------- | -------------------------------------------- | -------------------------------------------- | -------------------------------------------- | -------------------------------------------- |
| Ano                                          | 0-14 Anos                                    | 15-24 Anos                                   | 25-64 Anos                                   | > 65 Anos                                    |                                              | 0-14 Anos                                    | 15-24 Anos                                   | 25-64 Anos                                   | > 65 Anos                                    |
| 2001                                         | 296                                          | 292                                          | 1 131                                        | 385                                          |                                              | 14,1%                                        | 13,9%                                        | 53,8%                                        | 18,3%                                        |
| 2011                                         | 338                                          | 251                                          | 1 261                                        | 525                                          |                                              | 14,2%                                        | 10,6%                                        | 53,1%                                        | 22,1%                                        |

Média do País no censo de 2001:  0/14 Anos-16,0%; 15/24 Anos-14,3%; 25/64 Anos-53,4%; 65 e mais Anos-16,4%
Média do País no censo de 2011:   0/14 Anos-14,9%; 15/24 Anos-10,9%; 25/64 Anos-55,2%; 65 e mais Anos-19,0%